# クリストファー・ポラーハ
クリストファー・ポラーハ（Kristoffer Polaha, 1977年2月18日 - ）は、アメリカ合衆国出身の俳優である。

## 出演作品

### 映画
- J.F.ケネディJr./悲劇のプリンス（J・F・ケネディ・Jr.）
- デビルズ・ノット（ヴァル・プライス）
- しあわせの灯る場所（カルヴィン・キャンベル）
- ワンダーウーマン 1984
- ジュラシック・ワールド/新たなる支配者

### テレビ
- トゥルー・コーリング（マーク・エバンス）
- NORTH SHORE ノース・ショア（ジェイソン・マシューズ）
- Dr.HOUSE
- フィラデルフィアは今日も晴れ
- CSI:マイアミ
- BONES ボーンズ -骨は語る-
- 女検察官アナベス・チェイス
- MAD MEN マッドメン
- ドールハウス
- リンガー 〜2つの顔〜（ヘンリー・バトラー）
- Awkward. 〜不器用ジェナのはみだし青春日記〜
- CSI:科学捜査班
- クレイジー刑事 BACKSTROM（ピーター・ニーダーマイヤー）
- STALKER:ストーカー犯罪特捜班
- HAWAII FIVE-0
- キャッスル 〜ミステリー作家は事件がお好き（ケイレブ・ブラウン）
- リゾーリ&アイルズ ヒロインたちの捜査線
- リーサル・ウェポン
- サバイバー: 宿命の大統領
- コンドル〜狙われたCIA分析官〜（サム・バーバー）
- ballers/ボーラーズ
- Mystery 101 ／エイミー教授のミステリー講座（トラヴィス・バーク）